# Ej, haj, gyöngyvirág
Az Ej, haj, gyöngyvirág kezdetű virágének már Pálóczi Horváth Ádám 1813-ban befejezett  Ó és Uj, mintegy Ötödfélszáz énekek, ki magam csinálmánya, ki másé című dalgyűjteményében megtalálható.

## Feldolgozások
| Szerző        | Mire                         | Mű                                  | Előadás |
| ------------- | ---------------------------- | ----------------------------------- | ------- |
| Bárdos Lajos  | négy szólamú vegyeskar       | Csillagvirág, I. dal                | [ 4 ]   |
| Benkő Dániel  | ének, gitár                  | Ej, haj, gyöngyvirág                |         |
| Kern Aurél    | ének, zongora                | Pianoforte III. 8. dal              |         |
| Ludvig József | ének, zongora                | Hej, Rákóczi, Bercsényi…, 21. kotta |         |
| Ludvig József | ének, zongora, gitárakkordok | A csitári hegyek alatt, 32. oldal   |         |

## Kotta és dallam
| Ej, haj, gyöngyvirág, teljes szekfű, szarkaláb, bimbós majoranna. Ha kertedbe mehetnék, piros rózsát szedhetnék, szívem megújulna. | Ej, haj, gyöngyvirág, teljes szegfű, szarkaláb, levendulavirág! Ha kertedbe mehetnék, és ott kertész lehetnék, mindjárt meggyógyulnék! |

## Felvételek
- Ej, haj gyöngyvirág. Énekel: Zátrok Vivien  YouTube (2014. január 31.)  (Hozzáférés: 2016. február 6.) (audió)
- Ej, haj, gyöngyvirág. Énekel: Kalmár Magda, gitáron kísér: Benkő Dániel  YouTube (2016. február 1.)  (Hozzáférés: 2016. február 6.) (audió)
- Virágénekek a 16-18. századból. Énekel: Béres Ferenc  YouTube (2013. január 13.)  (Hozzáférés: 2016. február 6.) (audió) 1:30-ig.
- Ej, haj, gyöngyvirág. Énekel: Lehoczky Sipos Judit  YouTube (2013. szeptember 26.)  (Hozzáférés: 2016. február 6.) (videó)
- Ej, haj gyöngyvirág. Énekel: Simándy József  YouTube (2016. február 13.)  (Hozzáférés: 2016. február 6.) (audió)
- Ej haj gyöngyvirág..mpg. Énekel: Barabás Sándor. Kísér: ifj. Sánta Ferenc és zenekara  YouTube (2011. május 19.)  (Hozzáférés: 2016. február 6.) (videó)